# Proasellus monsferratus
Proasellus monsferratus is een pissebed uit de familie Asellidae. De wetenschappelijke naam van de soort is voor het eerst geldig gepubliceerd in 1948 door Pedro Ivo Soares Braga.